# Planikovac
Koordinati:   43°09′41″N, 16°24′57″E
Planikovac je majhen nenaseljen otoček v Jadranskem morju, ki pripada Hrvaški.
Planikovac se nahaja v skupini Peklenskih otokov v Dalmaciji. Otoček leži severozahodno od otočka Marinkovac, od katerega go loči okoli 300 m širok preliv Ždrlica, njegova površina je 0,101 km². Najvišji vrh je visok 27 mnm, dolžina obalnega pasu meri 1,26 km.